# Chandanaish
Chandanaish è un sottodistretto (upazila) del Bangladesh situato nel distretto di Chittagong, divisione di Chittagong. Si estende su una superficie di 201,99 km² e conta una popolazione di 172.843 abitanti (dato censimento 1991).